# Klostervorsteher

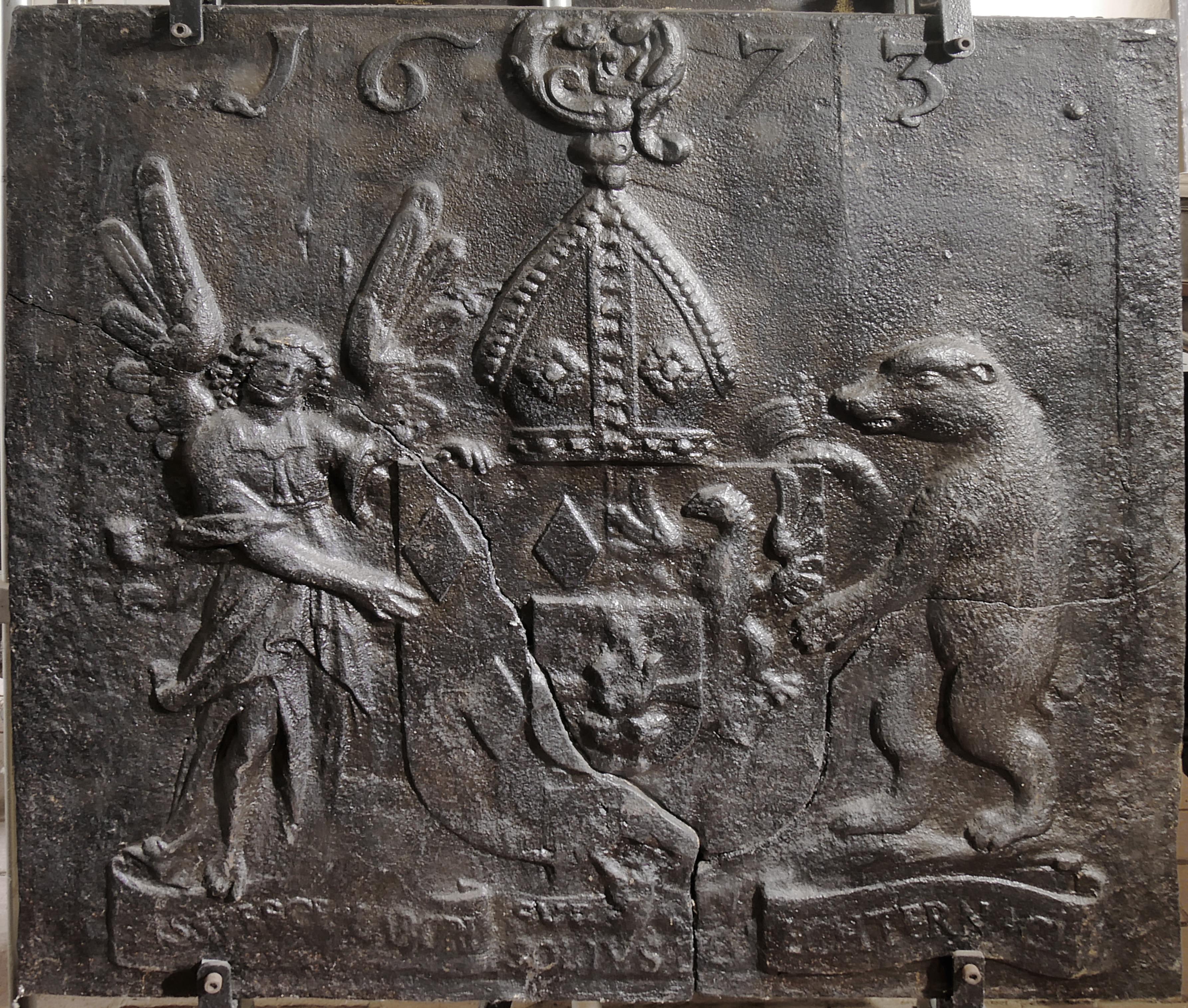
Kaminplatte mit Wappen von Philipp de la Neuforge, Abt in Echternach (1667–1684)

Der Kloster- oder Stiftvorsteher ist der Obere (superior) eines Klosters bzw. Stifts. In einem Säkularstift (Frauenstift, Kollegiatstift) lautet die Bezeichnung zumeist Äbtissin oder Stiftspropst. Ansonsten unterscheidet sich die Titulierung nach Kirche, Orden, Kongregation, Region, Niederlassung und Zeit.

## Römisch-katholische Kirche
In der römisch-katholischen Kirche verwenden die Orden folgende Bezeichnungen:
| Orden                            | Klostervorsteher     | Klostervorsteherin                   | Bemerkung                                                                                  |
| -------------------------------- | -------------------- | ------------------------------------ | ------------------------------------------------------------------------------------------ |
| Antoniter-Orden                  | Prior                | –                                    |                                                                                            |
| Augustiner-Chorherren/Chorfrauen | Abt, Propst, Prior   | Äbtissin, Priorin                    | ersterer Titel in romanisch-, letzterer in deutschsprachigen Ländern                       |
| Augustiner-Eremiten/-innen       | Prior, Hausoberer    | Priorin                              | ersterer Titel bei Konvent, letzterer bei Haus                                             |
| Benediktiner/-innen              | Abt, Prior           | Äbtissin, Meisterin, Priorin         | Titulierung Prior bei Niederlassung niederen Rangs                                         |
| Dominikaner/-innen               | Prior, Superior      | Priorin                              | ersterer Titel bei Konvent, letzterer bei Haus                                             |
| Franziskaner/-innen              | Guardian, Präses     | Oberin                               | ersterer Titel bei Konvent, letzterer bei Residenz                                         |
| Heilig-Geist-Orden               | Prior                | –                                    |                                                                                            |
| Jesuiten                         | Ortsoberer           | –                                    |                                                                                            |
| Kapuziner/-innen                 | Guardian, Präses     | Oberin                               | ersterer Titel bei Konvent, letzterer bei Residenz                                         |
| Karmeliten/-innen                | Prior, Vikar, Oberer | Priorin im Rang einer höheren Oberin | männliche Titulierung je nach Zahl der Religiosen und Bedeutung des Hauses                 |
| Kartäuser/-innen                 | Prior                | Priorin                              |                                                                                            |
| Klarissen                        | –                    | Äbtissin                             |                                                                                            |
| Kreuzherren                      | Prior, Rektor        |                                      | gewählter Prior in Prioraten, vom Provinzial ernannter Rektor in kleineren Niederlassungen |
| Paulaner/-innen                  | Korrektor            | ?                                    |                                                                                            |
| Prämonstratenser/-innen          | Abt, Propst          | Äbtissin, Meisterin, Pröpstin        | letzterer Titel in Zirkarie Sachsen                                                        |
| Ritterorden                      | Komtur, Prior        | –                                    | letzterer Titel bei untergeordnetem Priorat                                                |
| Trappisten/-innen                | Abt, Prior           | Äbtissin, Priorin                    | Titulierung Prior/-in bei Niederlassung niederen Rangs                                     |
| Zisterzienser/-innen             | Abt, Prior           | Äbtissin, Priorin                    | Titulierung Prior bei Niederlassung niederen Rangs                                         |

## Orthodoxe Kirche
In den orthodoxen Kirchen und katholischen Ostkirchen heißt der Klostervorsteher Archimandrit oder Hegumen.

## Evangelische Kirche
Die Klostervorsteher der eher seltenen evangelischen Gemeinschaften haben meist den (Ehren-)Titel der Oberen einstiger katholischer Klöster beibehalten, z. B. Abt zu Loccum, ehemals OCist-Abtei.